# Espectrómetro
Para usos acústicos de los espectrógrafos de ondas sonoras, ver más abajo.

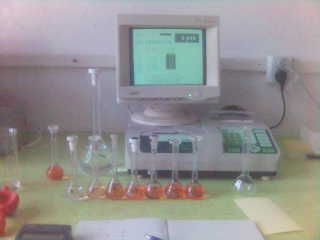
Espectrómetro

El espectrómetro, espectrofotómetro o espectrógrafo es un aparato capaz de analizar el espectro de frecuencias característico de un movimiento ondulatorio. Se aplica a diferentes instrumentos que operan sobre un amplio campo de longitudes de onda.
Un espectrómetro óptico o espectroscopio es un instrumento que sirve para medir las propiedades de la luz en una determinada porción del espectro electromagnético. La variable que se mide generalmente es la intensidad luminosa, pero se puede medir también, por ejemplo, el estado de polarización electromagnética. La variable independiente suele ser la longitud de onda de la luz, generalmente expresada en submúltiplos del metro, aunque algunas veces pueda ser expresada en cualquier unidad directamente proporcional a la energía del fotón, como la frecuencia o los electrón-voltios que mantienen una relación inversa con la longitud de onda. Se utilizan espectrómetros en espectroscopia para producir líneas espectrales y medir sus longitudes de onda e intensidades.
En general, debido a las diferentes técnicas necesarias para medir distintas porciones del espectro, un instrumento concreto solo operará sobre una pequeña porción de este campo total. El analizador de espectro es un dispositivo electrónico muy parecido por debajo de las frecuencias ópticas (es decir, microondas y radiofrecuencia).
Esta herramienta se puede usar para ver los espectros de emisión generados por los elementos al absorber o emitir fotones energéticos. Cabe resaltar que cada elemento tiene un espectro particular, y que dependiendo de su estructura química algunos reaccionan más rápido que otros. Por esta razón, la cantidad de energía necesaria para realizar un espectro varía. En 1920, el científico Niels Bohr escribió sus postulados con base en la descarga energética que le dio a un átomo de hidrógeno, dando la idea para que un espectrómetro fuera construido.

## Tipos
Los tipos van a depender de su uso. 

### Espectrómetro de masa
El espectrómetro de masas es un instrumento analítico que se utiliza para determinar la cantidad y tipo de las masas moleculares, o la relatividad de los isótopos y la composición química de las muestras. Su principio de funcionamiento de basa en medir la relación masa a carga eléctrica y la abundancia de iones en la fase gaseosa.
En un procedimiento típico de un espectrómetro de masa, una muestra, que puede ser sólida, líquida o gaseosa, se ioniza, por ejemplo, bombardeándola con un haz de electrones. Esto puede hacer que algunas de las moléculas de la muestra se rompan en fragmentos cargados positivamente o simplemente se carguen positivamente sin fragmentarse. Luego, estos iones (fragmentos) se separan según su relación masa-carga, por ejemplo acelerándolos y sometiéndolos a un campo eléctrico o magnético: los iones con la misma relación masa-carga sufrirán la misma cantidad de deflexión.  Los iones se detectan mediante un mecanismo capaz de detectar partículas cargadas, como un multiplicador de electrones. Los resultados se muestran como espectros de la intensidad de la señal de los iones detectados en función de la relación masa-carga. Los átomos o moléculas de la muestra se pueden identificar correlacionando masas conocidas (por ejemplo, una molécula completa) con las masas identificadas o mediante un patrón de fragmentación característico.
Se caracterizan por poseer un medio para introducir las sustancias que se requiera analizar, un mecanismo para ionizar las sustancias, un acelerador que dirige los iones hacia el instrumento de medida, y un mecanismo que separe los iones analizados y registre el resultado (que por lo general son registrados eléctricamente en forma de gráficas).

#### Espectrómetro de tiempo de vuelo
El espectro energético de las partículas de masa conocida también puede medirse determinando el tiempo de vuelo entre dos detectores (y, por tanto, la velocidad) en un espectrómetro de tiempo de vuelo. Alternativamente, si se conoce la velocidad, se pueden determinar las masas en un espectrómetro de masas de tiempo de vuelo.
Un espectrómetro de tiempo de vuelo (TOF, por sus siglas en inglés) es un instrumento utilizado principalmente para medir la masa de los iones en función de su tiempo de vuelo a través de un tubo de vacío. En este dispositivo, los iones se aceleran mediante un campo eléctrico y luego viajan a través de un espacio vacío hacia un detector. Dado que los iones con diferentes masas tendrán diferentes velocidades, el tiempo que tardan en llegar al detector varía según su masa. Este tiempo se utiliza para calcular la relación masa/carga (m/z) de los iones, lo que permite la identificación y cuantificación de diferentes compuestos en una muestra.
El funcionamiento básico de un espectrómetro TOF implica la siguiente secuencia de pasos: primero, los átomos o moléculas de la muestra se ionizan, generalmente mediante un proceso de ionización por láser o por una fuente de iones. Una vez ionizados, los iones son acelerados por un campo eléctrico y viajan a través del tubo de vuelo. Cuanto mayor sea la masa del ion, más lento será su vuelo, y cuanto menor sea su masa, más rápido llegará al detector. El detector mide el tiempo exacto que tardan los iones en llegar, lo que permite calcular su relación masa/carga.
Los espectrómetros TOF son especialmente útiles cuando se requiere una alta resolución en la medición de masas y cuando se trabajan con mezclas complejas. Son ideales para aplicaciones en proteómica, análisis de biomoléculas, análisis de compuestos químicos complejos, y en la industria farmacéutica para la caracterización de fármacos. También son recomendados en situaciones donde se necesita una alta precisión y rapidez en la adquisición de datos, como en la espectrometría de masas de alta resolución o en investigaciones de masas isotópicas.

#### Espectrómetro magnético

Una partícula cargada positiva que se mueve en un círculo bajo la influencia de la fuerza de Lorentz F.

Cuando una partícula con carga eléctrica (carga q, masa m) entra en un campo magnético constante B con un ángulo recto, es deflectada hacia una trayectoria circular de radio r, a causa de la fuerza de Lorentz. El momento p de la partícula se obtiene a partir de la relación 
{\displaystyle p=mv=qBr},

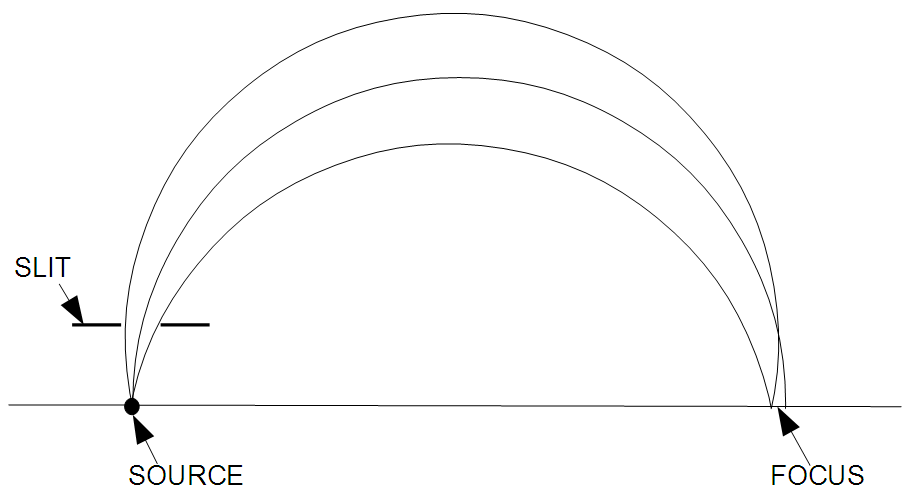
Foco de un espectrómetro magnético semicircular.

donde m y v son la masa y velocidad de la partícula. El principio del foco del espectrómetro más antiguo y más simple, el espectrómetro semicircular, inventado por J. K. Danisz, se muestra a la izquierda. Un campo magnético constante se encuentra aplicado en forma perpendicular a la hoja. Las partículas cargadas con momento p que pasan por la ranura son deflectadas en trayectorias circulares de radio r = p/qB. Se observa que todas ellas colisionan con la línea horizontal en casi el mismo punto, el foco; allí debe colocarse un contador de partículas. Variando B, ello permite medir el espectro de energía de las partículas alfa en un espectrómetro de partículas alfa, de partículas beta en un espectrómetro de partículas beta, de las partículas (o sea iones rápidos) en un espectrómetro de partículas, o para medir el contenido relativo de varias masas en un espectrómetro de masas.
Desde la época de Danysz, se han diseñado numerosos tipos de espectrómetros más complicados que el del tipo semicircular.

### Espectrómetro óptico

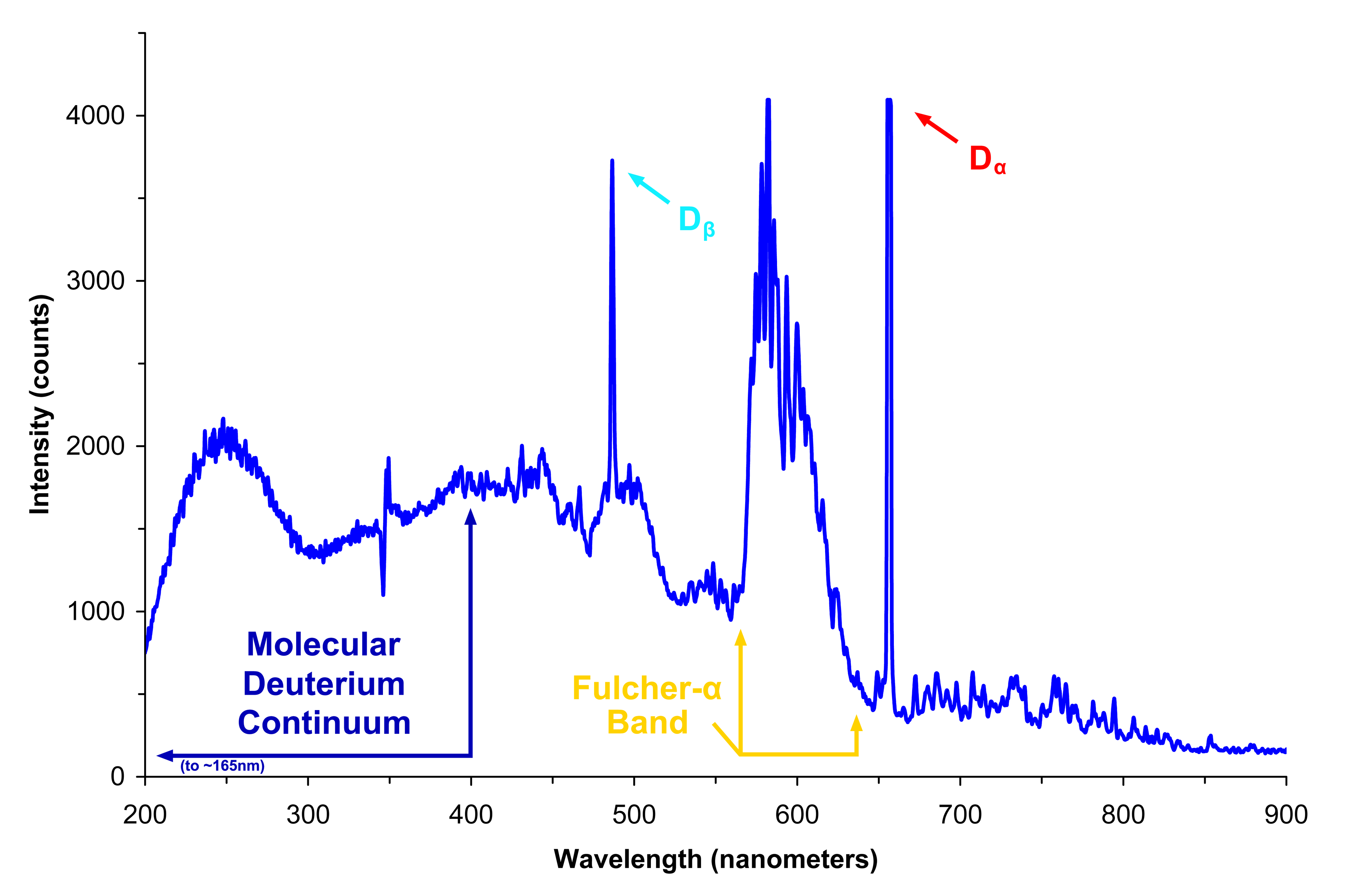
Espectro de luz emitido por una lámpara de deuterio en los segmentos UV, visible e infrarrojo próximo del espectro electromagnético.

El espectrómetro óptico se emplea para medir las propiedades de luz de en una porción del espectro electromagnético. Generalmente la variable que se mide es la intensidad de la luz pero también se podría medir el estado de polarización. En óptica, el espectrómetro separa la luz que le llega con respecto a la longitud de onda y registra el espectro en un detector. Este aparato ha sustituido al espectroscopio en algunas aplicaciones científicas.

#### Espectrómetros ópticos de absorción
Los espectrómetros ópticos (a menudo simplemente denominados "espectrómetros"), en particular, muestran la intensidad de la luz en función de la longitud de onda o frecuencia. Las diferentes longitudes de onda de la luz son separadas mediante refracción en un prisma o mediante difracción mediante un rejilla de difracción. La espectroscopía ultravioleta–visible es un ejemplo.
Estos espectrómetros utilizan el fenómeno de dispersión óptica. La luz de una fuente puede consistir de un espectro continuo, un espectro de emisión (líneas brillantes), o un espectro de absorción (líneas oscuras). Debido a que cada elemento deja su  firma espectral en el patrón de líneas que se observa, un análisis espectral puede mostrar la composición de los objetos que se analiza.

#### Espectrómetros ópticos de emisión
Los espectrómetros ópticos de emisión atómica (a menudo denominados espectrómetros mediante descraga de chispa), se utiliza para evaluar metales para determinar la composición química con muy alta precisión. Se aplica una chispa a través de un alto voltaje en la superficie que vaporiza las partículas en un plasma. A continuación, las partículas y los iones emiten una radiación que se mide mediante detectores (tubos fotomultiplicadores) a diferentes longitudes de onda características.

## Espectroscopios
Los espectrómetros conocidos como espectroscopios se utilizan en análisis espectroscópico para identificar materiales. Los espectroscopios se utilizan a menudo en astronomía y en algunas ramas de la química. Los primeros espectroscopios consistían simplemente en un prisma con marcadores que señalaban las longitudes de onda de la luz. Los espectroscopios modernos, como los monocromadores, suelen emplear una rejilla de difracción, una rendija móvil y un detector fotoeléctrico. Todo está automatizado y controlado por un ordenador. El espectroscopio fue inventado en 1860 por Gustav Kirchhoff y Robert Wilhelm Bunsen.
Cuando un material se lleva a incandescencia, emite una luz característica de los átomo constituyentes de ese material. La luz emitida por un átomo excitado se compone de diferentes longitudes de onda muy específicas que pueden considerarse como la «huella dactilar» del átomo. Por ejemplo, el sodio presenta una doble banda amarilla muy característica (correspondiente al famoso doblete del sodio) conocida como líneas D del sodio en 588,9950 y 589,5924 nanómetros: este color es bien conocido por quienes hayan observado alguna vez una lámpara de vapor de sodio a baja presión.
En los primeros espectroscopios del siglo XIX, la luz entraba por una rendija y una lente difractiva transformaba la luz en finos rayos de luz paralelos. A continuación, la luz pasaba a través de un prisma (en los espectroscopios portátiles, normalmente un prisma de Amici) que refractaba el haz de luz en un espectro. A continuación, esta imagen se visualizaba en un tubo con una escala para medir la imagen espectral transpuesta.
Con el desarrollo de la película fotográfica, se inventó un espectrógrafo más preciso. Se basaba en el mismo principio que el espectroscopio, pero contaba con una cámara en lugar del tubo de observación. En los últimos años, los circuitos electrónicos montados alrededor del tubo fotomultiplicador han sustituido a la cámara, permitiendo el análisis espectrográfico en tiempo real con mucha mayor precisión. En los sistemas espectrográficos también se utilizan filas de fotodetectores en lugar de películas. El análisis espectral, o espectroscopia, se ha convertido en una importante herramienta científica para analizar la composición de materia desconocida, estudiar fenómenos astronomía y comparar teorías astronómicas.

## Uso en óptica
En óptica, el espectrógrafo separa la luz entrante en función de su longitud de onda y registra el espectro resultante en un detector determinado. Este tipo de espectrómetro sustituye al espectroscopio en las aplicaciones científicas.
Los espectrógrafos se utilizan habitualmente en astronomía. Se montan en el foco de un telescopio, que puede ser un telescopio de observatorio terrestre o un telescopio a bordo de una nave espacial.
.

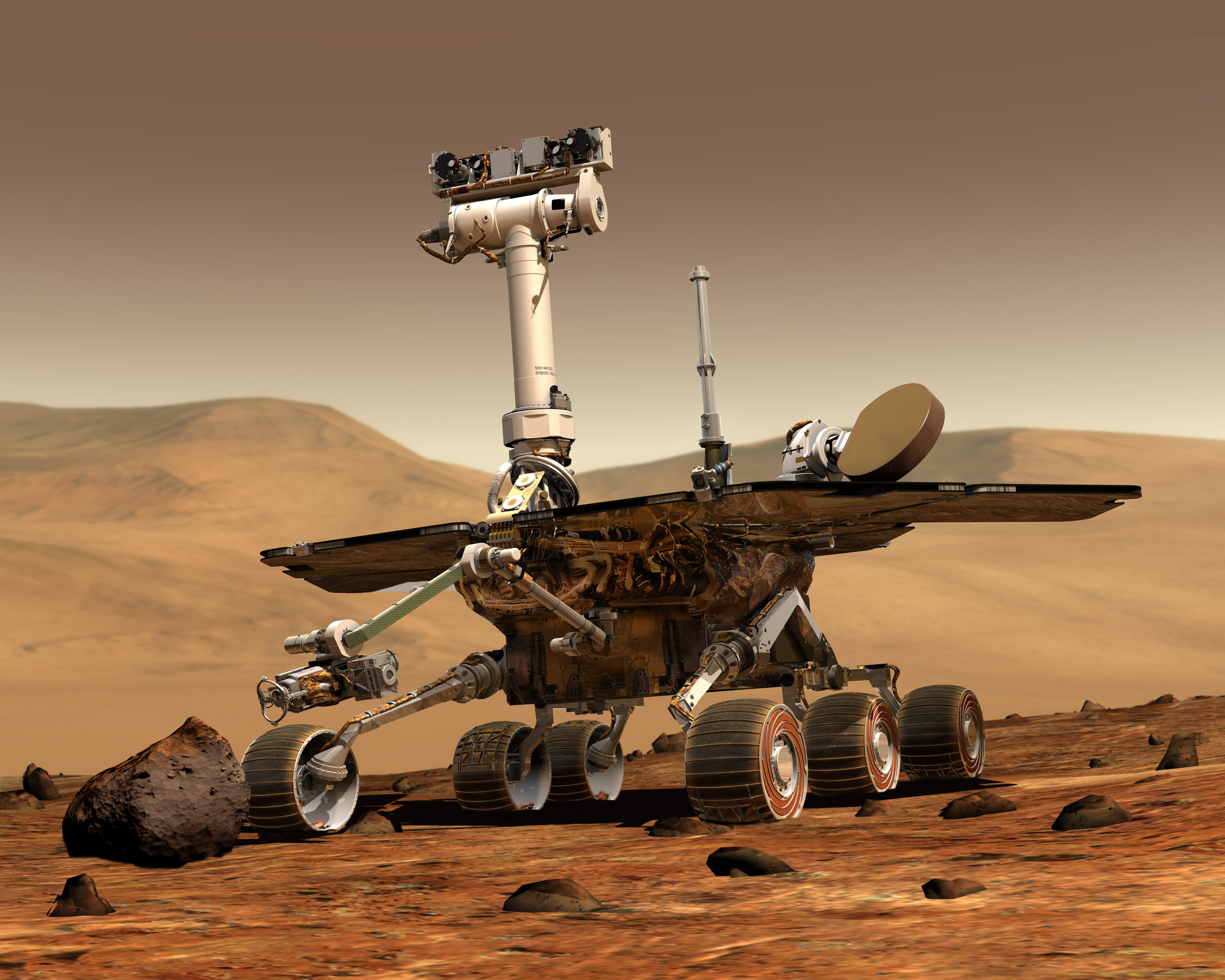
Ejemplo de un astromóvil MER

Los Mars Exploration Rovers (MER) cuentan cada uno con un Mini-TES - un espectrómetro de emisión térmica en miniatura (es decir, un espectrómetro de infrarrojo).
Los primeros espectrógrafos utilizaban papel fotográfico como detector. La clasificación del espectro de las estrellas, el descubrimiento del Secuencia principal, la ley de Hubble-Lemaître y la secuencia de Hubble se realizaron con espectrógrafos que utilizaban papel fotográfico. El fitocromo, un colorante derivado de las plantas, se descubrió con un espectrógrafo que utilizaba plantas vivas como detectores.
Los espectrógrafos más recientes utilizan detectores electrónicos, como los Sensores fotográficos CCD, que pueden utilizarse tanto para el ultravioleta como para el espectro visible. La elección precisa del detector depende de las longitudes de onda de la luz que se desea medir.

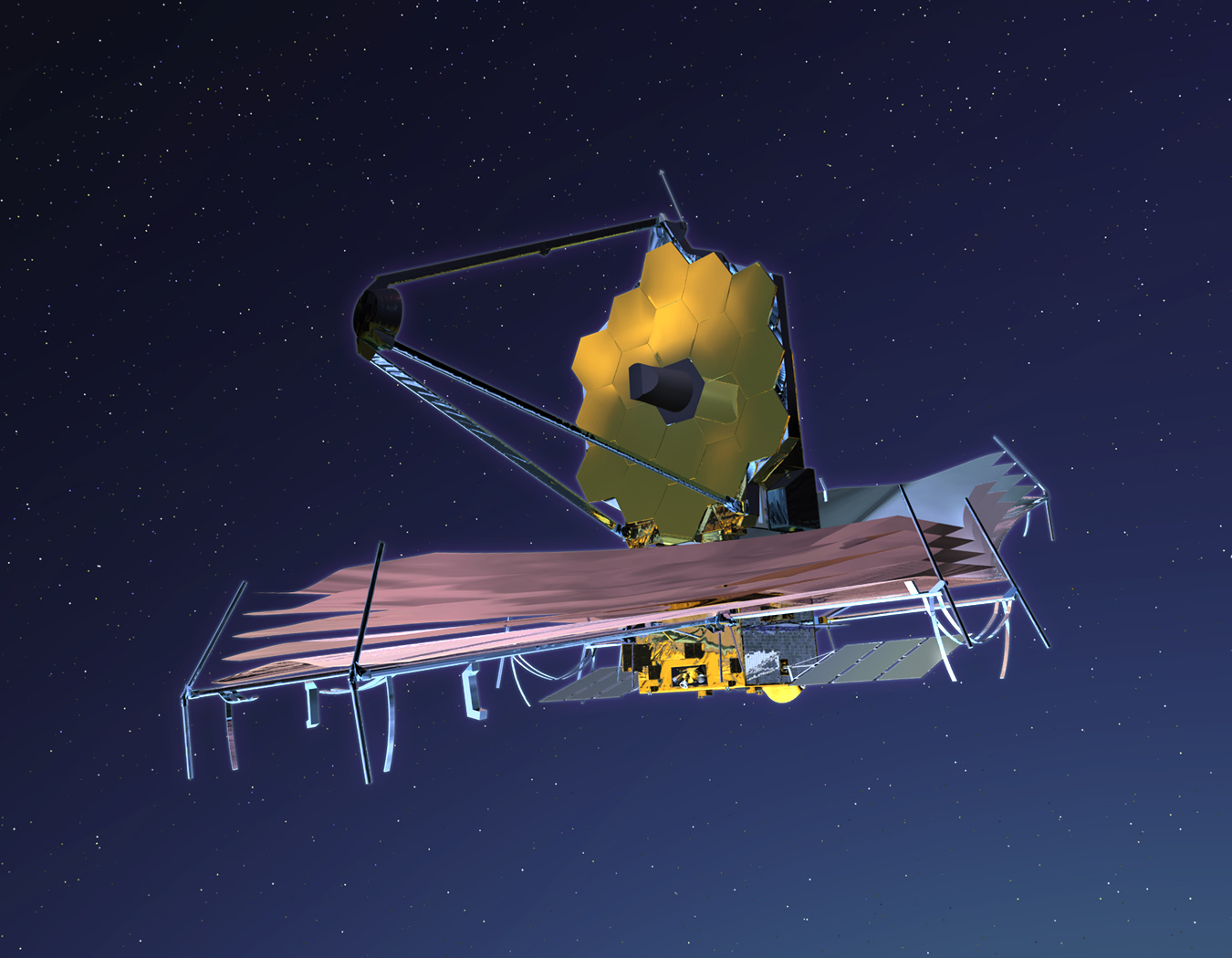
El telescopio espacial James Webb.

Por ejemplo, el IRS (Infrared Spectrograph), a bordo del telescopio espacial Spitzer, es un espectrógrafo que produce espectros de la radiación entre 5 µm y 38 µm. El telescopio espacial James-Webb contiene un espectrógrafo de infrarrojo cercano (NIRSpec) y un espectrómetro de infrarrojo medio (MIRI).
Un espectrógrafo escalonado emplea generalmente tres ópticas difractivas: una rejilla de difracción y dos prismas. Como resultado, la luz se recoge en un punto de entrada, no en una rendija, y un segundo CCD registra el espectro.
Normalmente se esperaría leer el espectro en la diagonal, pero cuando las dos rejillas tienen suficiente paso y una está configurada para distinguir sólo el primer orden, mientras que la segunda está configurada para descomponer varios de los órdenes superiores, se obtiene un espectro bien separado en un pequeño sensor fotográfico CCD ordinario. Otra ventaja de utilizar un sensor pequeño es que no es necesario corregir el colimador para coma o astigmatismo, ya que la aberración esférica puede tomarse como cero.